# Ibn Iyas
Abu-l-Barakat Zayn-al-Abidín Muhàmmad ibn Àhmad al-Hanafí al-Jarkassí an-Nassirí al-Qahirí (àrab: أبو البركات زين العابدين محمد بن أحمد الحنفي الجركسي الناصري القاهري, Abū l-Barakāt Zayn-al-ʿĀbidīn Muḥammad b. Aḥmad al-Ḥanafī al-Jarkasī an-Nāṣirī al-Qāhirī), conegut com a Ibn Iyàs al-Hanafí (àrab: ابن إياس الحنفي, Ibn Iyās al-Ḥanafī) (el Caire, 1448-c. 1524) fou un historiador egipci. La seva obra principal, بدائع الزهور في وقائع الدهور (Badaï az-zuhur fi-wakaï ad-duhur), narra els darrers anys dels mamelucs i els primers del domini otomà, període per al qual és considerat una font molt important.